# 移魂都市
是一部1998年美國與澳洲合拍的新黑色科幻电影，由亚历士·普罗亚斯執導，劇本由普罗亚斯、蘭姆·多布斯和大衛·S·高耶編劇。主演是盧夫斯·塞維爾、基弗·萨瑟兰、珍妮佛·康納莉和威廉·赫特。

## 概要
本作是由執導過《機械公敵》等作品的澳洲籍導演亞歷士·普羅亞斯擔任導演的科幻電影。本作特徵有被充滿漫畫色調的黑暗包圍的世界、隨處可見的視覺效果以及充滿謎團的故事發展。
演員有英國籍演技派演員盧夫斯·塞維爾、還有珍妮佛·康納莉、基佛·蘇德蘭、威廉·赫特等人參與演出。
本作故事因為描述整個城市全部都被沒有陽光的黑暗包圍、所以劇中80%都是夜晚的場景。

## 故事大綱
在某個城市裡，有一個被稱為「陌生人」（The strangers）的外星種族因為族群瀕臨滅亡而來到地球，希望從人類的「靈魂」中找到生存之道。該種族共享集體意識，並擁有藉由意志力改變物理環境的「調整」（tuning）能力。他們會在午夜12點時暫停時間，讓全城的人失去意識，醒來絲毫卻沒察覺異狀。有一名地球人——心理醫生丹尼·謝弗幫助陌生人進行有關人類記憶的實驗。
男子約翰·默達是謝弗的實驗品之一，他在植入記憶的過程中發生意外而昏迷。約翰在廉價旅館醒來，陷入了失憶狀態，僅有在「貝殼海灘」（Shell Beach）的童年回憶不斷浮現。約翰看到身旁有一名被殺害的女人，再加上謝弗來電警告，他開始逃亡。陌生人企圖抓住約翰，但約翰使出了調整能力將他們打退，並發現陌生人的本體是像蟲一樣的玩意。
另一方面，法蘭克·邦瑟德警探對此案件相當關注，著手追查約翰的下落。約翰在跟蹤謝弗時，目擊所有市民在陌生人的操控下睡著，陌生人任意改造人們的記憶和城市構造。約翰質問謝弗，謝弗發現約翰具備調整能力，便提議一起對抗陌生人。地下總部的陌生人們判斷擁有調整能力的約翰可能就是實驗要找的對象。陌生人中的一人漢德先生植入了約翰的記憶，藉由相同的記憶來追殺約翰。
約翰想要前往記憶中的貝殼海灘，卻發現大家都不知道怎麼去，也沒有管道去得了。與叔叔卡爾見面後，約翰更發覺那些過去的物品根本就和自己無關，他的記憶是被偽造的。邦瑟德與艾瑪在路上開車找尋約翰，最後將約翰從陌生人的圍堵中救出。約翰說服邦瑟德這個城市不對勁，例如沒有人有最近的記憶以及白晝的記憶。邦瑟德將約翰從牢裡救出，並一起逮住了謝弗，但另一方面漢德先生抓住了艾瑪，並稱她其實叫做「安娜」。
謝弗說明了關於陌生人的情報，也提到整個城市沒有白天沒有海是因為陌生人討厭陽光和水。謝弗帶路前往貝殼海灘，但貝殼海灘只是一面牆上的塗鴉，約翰與邦瑟德將牆打破，絕望地發現後頭是一片太空，原來這座地球城市是陌生人在外太空創造的複製品。陌生人抵達後以艾瑪為要脅，邦瑟德與一個陌生人扭打時雙雙墜入太空，陌生人便將剩下兩人抓了起來。
回到陌生人總部，陌生人要求謝弗把陌生人的意識注入約翰腦中，使約翰與陌生人共享靈魂，創造族群的生機。但謝弗背叛陌生人，注入了他特製的記憶：約翰用一生時間鍛鍊調整能力的記憶。擁有這份記憶後，約翰的調整能力便強大到能對抗陌生人。他將陌生人總部徹底摧毀，並打敗陌生人的首領。在一片斷壁殘垣中，約翰用調整能力改造城市，從此城市有了白晝，也有了真正的海和一片沙灘。約翰來到海邊，與「安娜」重新相識，一起往沙灘走去。

## 演員
- 盧夫斯·塞維爾 饰 约翰·默達（John Murdoch）
- 威廉·赫特 饰 警探法蘭克·邦瑟德（Frank Bumstead）
- 基弗·萨瑟兰 饰 醫生丹尼·P·謝弗（Dr. Daniel P. Schreber）
- 珍妮佛·康納莉 饰 艾瑪·默達（Emma Murdoch） / 安娜（Anna）
- 理查·歐拜恩（英语：Richard O'Brien） 饰 漢德先生（Mr. Hand）：陌生人的一員。
- 伊恩·理察遜（英语：Ian Richardson） 饰 布克先生（Mr. Book）：陌生人的一員。
- 布鲁斯·斯彭斯 饰 Mr. Wall：陌生人的一員。
- 科林·弗瑞爾斯（英语：Colin Friels） 饰 警探艾迪·威林基（Det. Eddie Walenski）：邦瑟德的好友，因查覺到記憶被竄改而失心瘋，最後在約翰的面前跳軌自殺。
- 約翰·布魯塞爾（英语：John Bluthal） 饰 卡爾·哈利斯（Karl Harris）：約翰的叔叔，經營一家水族館。
- 梅利莎·乔治 饰 May
- 里奇·辛格（英语：Ritchie Singer） 饰 酒店經理 / Vendor
- 尼古拉斯·貝爾（英语：Nicholas Bell） 饰 Mr. Rain：陌生人的一員。
- 大卫·温汉 饰 Schreber的助手
- Mitchell Butel（英语：Mitchell Butel） 飾 警官赫瑟拜（Husselbeck）：邦瑟德的助手